# 阿斯库
阿斯库（法語：Ascoux，法語發音：[asku]）是法国卢瓦雷省的一个市镇，位于该省北部偏西，属于皮蒂维耶区。

## 地理
阿斯库（48°7'43"N, 2°14'52"E）面积6.75 平方千米，位于法国中央-卢瓦尔河谷大区卢瓦雷省，该省份为法国中北部省份，北起埃松省，西北接厄尔-卢瓦省，西南接卢瓦-谢尔省，南至涅夫勒省和谢尔省，东临约讷省，东北接塞纳-马恩省。
与阿斯库接壤的市镇（或旧市镇、城区）包括：加蒂奈地区布伊、布宗维尔欧布瓦、达东维尔、拉阿、旧皮蒂维耶。
阿斯库的时区为UTC+01:00、UTC+02:00（夏令时）。

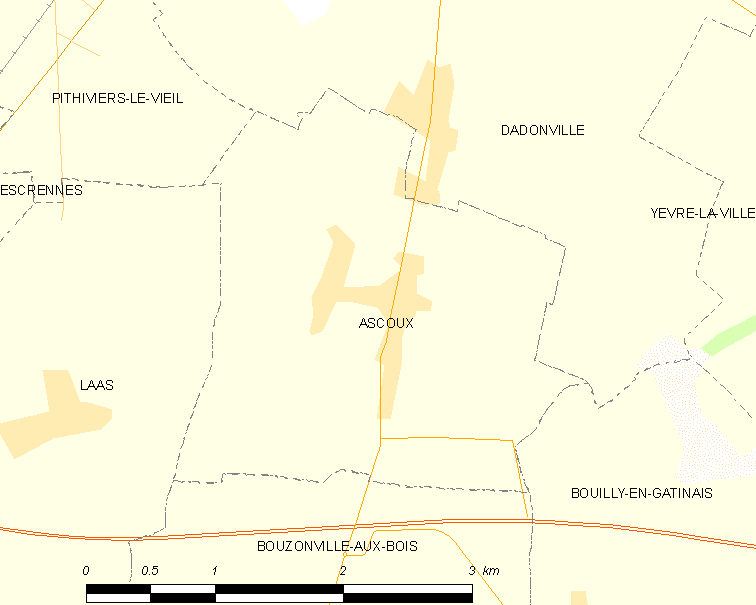
阿斯库的OSM定位图

## 行政
阿斯库的邮政编码为45300，INSEE市镇编码为45010。

## 政治
阿斯库所属的省级选区为勒马勒塞布瓦县。

## 交通
卢瓦雷省省道D921线经过阿斯库。

## 人口

1962-2008年间阿斯库人口变化图示

阿斯库于2022年1月1日时的人口数量为1070人。